# Varga Katalin (színművész)
Varga Kata névvariánsok: Varga Kata-Lina, Varga Katalin (Budapest, 1954. március 17. –) magyar színésznő, művészeti vezető, rendező, színészpedagógus, fordító, lektor.

## Életpálya
1972–1976 között a Közgazdasági Egyetemen tanult, okleveles közgazdaként végzett. Ezután 1980-ban színész diplomát szerzett a Színház- és Filmművészeti Főiskolán, Kerényi Imre osztályában. Három évig a kecskeméti Katona József Színház tagja volt. 1983–1988 között a Népszínházban, illetve a Józsefvárosi Színházban játszott. Két évadot Debrecenben a Csokonai Színházban töltött, 1990 óta szabadfoglalkozású színművésznő.  1990-1992  között Párizsban a Jaques Lecoq Nemzetközi Színésziskolában a Magyar Kulturális Minisztérium  ösztöndíjasa, majd színésze (École Florent - Párizs). 1991-2005 között dolgozott fordítóként, francia-magyar tolmácsként, 2006-ig művészeti vezetőként, dramaturgként, színészként és rendezőként Franciaországban. 1993-ban létrehozta a Kettős Tükör Színházi Társulatot. Tanított francia nyelvet, gyermekeknek színjátszó táborokat szervez magyar és francia nyelven is. Magyar és francia állampolgár.

## Fontosabb színházi szerepei
- Barta Lajos: Szerelem...Böske
- Mark Twain: Koldus és királyfi...koldus fiú
- Tadeusz Różewicz: Fehér házasság...Paulina
- Fejes Endre: Angyalarcú...a lány
- Anton Pavlovics Csehov: Ványa bácsi...Szonya (vendégjáték a Szovjetunióban orosz nyelven)
- Carlo Goldoni: Chioggiai csetepaté...Checca
- Szigligeti Ede: Liliomfi...Erzsike
- Páskándi Géza: A királylány bajusza...Ágacska
- Katona József: Pártütés...A leánya, utóbb Jaromir a kis dobos
- George Bernard Shaw: Szent Johanna...Johanna
- Mészöly Miklós: Bunker...a lány
- Móricz Zsigmond: Úri muri...Rozika
- Csiky Gergely: Buborékok...Aranka
- Horváth Péter: Boleró...Ildi
- Füst Milán: Boldogtalanok...Nemesváraljai Gyarmaky Róza
- Alekszandr Nyikolajevics Osztrovszkij: Hozomány nélküli menyasszony...Larissza
- Kányádi Sándor: Kétszemélyes tragédia...feleség
- Balázs Béla: A kékszakállú herceg vára...Judit (eszperantó nyelven is)
- Plautus: Szamárvásár...Clea (Aquincum Floralia)
- Arisztophanész Lüszisztraté...Kleoniké (Aquincumi Nyári Színház)

## Filmek , tv
Önálló tv-műsorok:
- József Attila műveiből (MTV Fiatal Művészek Stúdiója)
- Nőnapi műsor (XX. századi költők műveiből)

Egyéb filmek, tv-műsorok:
- Kojak Budapesten (1979)
- Vereség (1980)
- A Pogány Madonna (1980)
- Cserepek (1981)
- Ünnepi forgalom (1982)[3]
- Jób lázadása (1983)
- Utassy József portréfilm
- Egy fiú bőrönddel (1984)
- Lutra (1986)
- Csinszka (1987)
- A védelemé a szó (sorozat) - Amit a halál sem old meg című rész (1988)
- Schwarzenberg (sorozat) (1989)
- La rançon du chien (1996)
- Feri és az édes élet (2001)
- La rafle (2010)
- Hacktion: Újratöltve (2013)

## Előadóestek
- Déryné naplójából
- Mi lehet a szavak mögött? Játék Varga Katával  (magyar-orosz-francia nyelven Moszkva, Világifjúsági Találkozó)
- József Attila szerelmes versei
- János vitéz

## Kettős Tükör Társulat
Előadásai Franciaországban és Magyarországon:
- "Tedd a kezed..." (XX. századi magyar és francia versekből - színházi előadás)
- Életjelenetek (Déryné naplója alapján)
- Szív-nyíl (József Attila művei alapján)
- Hova jut a nő? (zenés színpadi játék) (Lemezfelvétel a Téka Együttessel)
- János vitéz (zenés színpadi játék)
- Jean Cocteau:Emberi hang (felolvasószínház magyar-francia nyelven)
- Jean-Claude Danaud: Női kézimunka (mai francia komédia)

## Gyerek játékszínház
- Magyar Néphadsereg Művelődési Háza - színpadi kifejezőképesség-fejlesztő foglalkozások (1985-1988)

## Külföldi fellépés
- Avignoni Fesztivál
- Párizsi Magyar Intézet (Magyar költészet: Magyar és francia nyelven) - Francia rádiófelvétel
- Molière Színház, Párizs (1996) (Színdarab József Attila művei alapján)
- Lucernaire Színház, Párizs (1998) (Prózák és balladák francia nyelven, magyar népdalok, népmesék)

## CD
- 101 Éluard vers

## Díjai, elismerései
- Legjobb női alakítás díja (1980)
- Nívódíj (1981)
- Előadóművész díjak
- Kaleidoszkóp díj (2010) (Kaleidoszkóp Versfesztivál)